# Vilicher Bach
Der Vilicher Bach ist ein rechter Zufluss des Rheins in Bonn, Stadtbezirk Beuel. Seine Gesamtlänge beträgt 8,6 Kilometer, sein Einzugsbereich umfasst 9,8 Quadratkilometer. Das Gewässer wird abschnittweise auch als Mühlenbach, Holtorfer Bach, Geislarer Bach und Wielesbach bezeichnet.

## Verlauf
Der Vilicher Bach entsteht aus drei Quellbächen in Holtorf, nämlich einem namenlosen aus Niederholtorf, dem Wielesbach aus Ungarten und dem Mersbach auf der Grenze zwischen Holtorf und Hoholz, und fließt zunächst in nördlicher Richtung auf der Grenze zwischen Holtorf und Holzlar und dort seit 1975 in ein Holzlarer See genanntes Hochwasserrückhaltebecken ab. Er durchquert dann Holzlar, wo er auch Holzlarer Bach und später Mühlenbach genannt wird. Unterhalb von Holzlar nimmt er den Steinbach auf und führt nordöstlich an Pützchen-Bechlinghoven vorbei, wo der Wolfsbach und der Alaunbach in ihn münden. Er durchquert Vilich-Müldorf und fließt schließlich in westlicher Richtung auf der Grenze zwischen Vilich und Geislar weiter, dann durch Schwarzrheindorf/Vilich-Rheindorf rechtsseitig in den Rhein.

## Charakteristik
Der Vilicher Bach durchquert neben landwirtschaftlich genutzten Flächen auch Siedlungsraum mit aufgelockerter Bebauung und zeigt sich in diesem Bereich oftmals als ausgebautes und abschnittweise auch verrohrtes Gewässer. Naturnahe Strukturen finden sich lediglich in einem renaturierten Abschnitt im Bereich der Mühlenbachhalle bei Vilich-Müldorf. Der Bach wird durch Einleitungen von Niederschlagswasser sowie aus der Mischwasserkanalisation beeinträchtigt und wird daher laut Gewässergütebericht 2002 teilweise der Güteklasse IV zugeordnet, was einer übermäßigen Verschmutzung entspricht. Dem gegenüber weist der Oberlauf eine deutlich positivere Gewässergüte auf, die in einem kurzen Abschnitt sogar der Güteklasse I-II und somit einer geringen Belastung entspricht. Die normale Abflussmenge des Vilicher Baches beträgt 7 bis 54 Liter in der Sekunde, kann bei Hochwasser jedoch auch bis zu 3,5 m³ ansteigen.
Während niederschlagsarmen Witterungsphasen fällt der grabenartig ausgebaute Unterlauf des Gewässers teilweise trocken.
|  |  |